# Omochroa spurca
Omochroa spurca – gatunek motyla z rodziny Erebidae i podrodziny niedźwiedziówkowatych. Jedyny gatunek monotypowego rodzaju Omochroa.
Rodzaj i gatunek zostały opisane w 1866 roku przez Jules’a Pierre’a Rambura. Lokalizacją typową jest Andaluzja. Okaz typowy nie zachował się. Gatunek ten jest zbliżony do Coscinia romeii